# Cuenca hidrográfica del Ebro

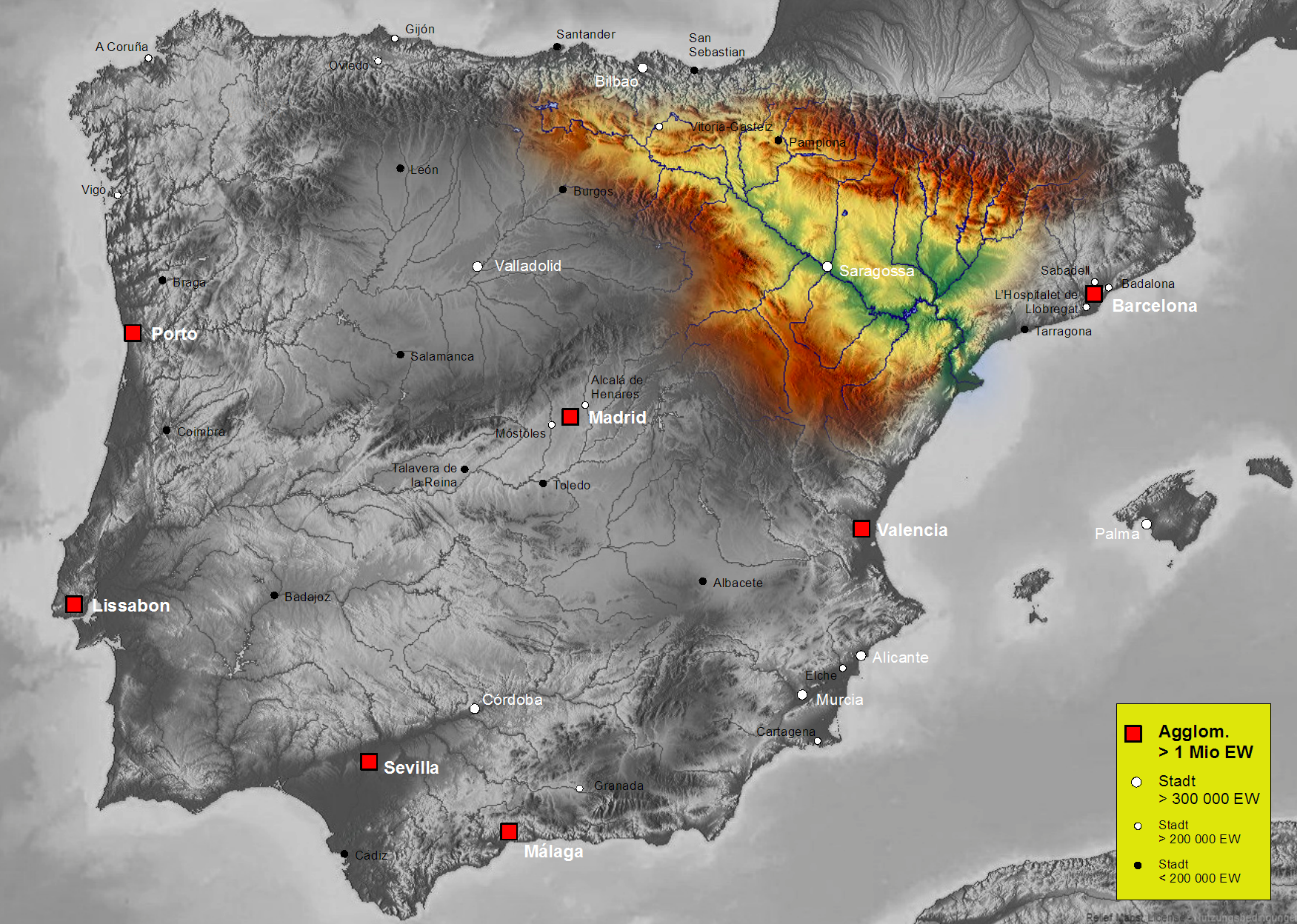
Mapa físico de la cuenca del Ebro.

Principales ríos y embalses de la cuenca del Ebro

La cuenca hidrográfica del Ebro es la cuenca hidrográfica del río homónimo que discurre por el noreste de la península ibérica, desde la sierra de Híjar para desembocar en el delta del Ebro. Tiene una superficie de unos 85.000 km². La mayor parte de las precipitaciones que recibe provienen de los Pirineos, al norte.

## Generalidades
Se extiende de oeste a este por las comunidades autónomas de Cantabria, norte y este de Castilla y León (provincias de Palencia, Burgos y Soria), sur del País Vasco (Álava y Vizcaya), La Rioja, Navarra, Aragón, oeste y norte de Cataluña (provincias de Lérida, Gerona y Tarragona), norte de la Comunidad Valenciana (provincia de Castellón) y noreste de la provincia de Guadalajara, Castilla-La Mancha, desembocando en el mar Mediterráneo. Además, también engloba a Andorra y a la Cerdaña francesa o Alta Cerdaña. En su límite norte están los Pirineos, al este limita con la cordillera Costero-Catalana, y, al sur y al oeste, con el sistema Ibérico.  
En la depresión central tiene una altura media de 200 metros sobre el nivel del mar, lo que destaca con las grandes elevaciones que la rodean (máxima de 3404 m en el pico Aneto). En la desembocadura del río está el delta del Ebro, un espacio protegido con el parque natural del Delta del Ebro. Tiene depósitos de conglomerados y evaporitas marinos y continentales, de gran grosor en los rebordes montañosos y de menor espesor en el centro de la depresión: areniscas, margas, yesos, sales y calizas. Estos depósitos forman la cuenca sedimentaria del Ebro. La cuenca está situada sobre el lecho de un antiguo mar, posteriormente convertido en lago, que intermitentemente separaba la península ibérica de Europa. 
La cuenca alberga, según datos del padrón de 1998, a 2.767.103 personas con una densidad media de 32,3 hab./km², la mitad de la nacional. Se trata, pues, de un territorio despoblado en el contexto nacional, ya que no alcanza ni la mitad de la densidad de población española, que es de 78,6 hab./km².
En la parte más alta de su curso, correspondiente al valle del Híjar, la vegetación asociada son pastos, hayedos y robledales, plantas que necesitan mucha humedad. En la depresión central, el clima es relativamente continental y por tanto más seco y extremo en temperatura; y, finalmente, cuando sobrepasa la cordillera Costero-Catalana, el clima es mediterráneo puro.
En la península ibérica no se encuentra otro río con mayor diversidad de flora en sus orillas por los distintos climas y paisajes por los que pasa desde su nacimiento con clima atlántico de montaña hasta su desembocadura en el delta de clima mediterráneo.

## Cuenca sedimentaria del Ebro
Hasta hace 37 millones de años, la cuenca sedimentaria del Ebro era un mar interior rodeado por las cordilleras pirenaica, ibérica y costero-catalana. De estas cordilleras, la más joven es la pirenaica, que ha sufrido mayor compresión tectónica y tiene, por tanto, mayor altitud y relieve. Las otras, sin embargo, son más redondeadas debido a la erosión.
La cuenca sedimentaria es una acumulación de sedimentos de edad mayoritariamente Terciaria provenientes de las cadenas montañosas circundantes: Pirineos, cordillera Ibérica y cordillera Costero-Catalana. La cuenca se formó como resultado de la acumulación de sedimentos marinos, detríticos y evaporíticos en el espacio comprendido entre estas cadenas. 
La presencia de un mar interior está registrada por fósiles marinos en zonas como Sobrarbe y Serrablo en la provincia de Huesca. Hace 37 millones de años, ese mar quedó desconectado del océano debido a levantamientos tectónicos en la zona actual de la Rioja en algún momento entre el Neógeno y el Plioceno y dio lugar a una enorme cuenca lacustre evaporítica endorreica, sin salida fluvial. Lagos residuales de este periodo son por ejemplo las lagunas endorreicas que aún persisten en Gallocanta, Sariñena o las del Bajo Aragón. Hasta hace 6 millones de años, estaba muy extendida una flora de humedales halófilos y freatofitos, caracterizada por gramíneas halófilas, como las puccinellas en las llanuras y plantas de mayor porte, hierbas vivaces anuales o vegetación perenne, matorrales, raramente arbustos y árboles: tarayares, fruticedas, juniperáceas... De esta flora dominante, quedan enclaves salinos que son auténticos paisajes del Mioceno. Los terrenos de suelo salino o salitroso eran muy extensos cubriendo buena parte de la superficie y creando espacios aislados protectores. En las zonas encharcadas en invierno, y con costra salina en verano se encontraban briófitas, quenopodiáceas, plumbagináceas, rupiáceas, cárex, litráceas, asteráceas... Dominaban los almarjos, plantas de tallos carnosos y articulados cuyos jugos celulares presentan altas concentraciones de sal. También estaban presentes pequeños vegetales como el coralillo, y cuando disminuía la concentración salina aparecían los juncales, las sosas, los tomillos, las escorzoneras, los limonios, los pelargonios o siemprevivas que excretan sal y la depositan en el exterior de sus tallos y hojas. En las elevaciones menos salinas había juncales y albardines, y poblaciones de jaras y artemisas. Además, había una gran fauna de invertebrados, entre los que destacaban las típulas, los moluscos y los crustáceos: camarones, notostráceos, anostráceos, cladóceros, etc. que formaban la base alimentaria de poblaciones nidificantes de aves como las anátidas, los flamencos y las grullas. 

Esquema de la formación del alabastro, una forma del yeso (sulfato de calcio dihidratado).

Se trata de una cuenca de antepaís atípica porque a la etapa marina de subsidencia, debida al apilamiento de los Pirineos, le siguió un periodo de desconexión del océano por la clausura de la conexión con el Atlántico en la zona de Guipúzcoa, debido al levantamiento tectónico de la misma. Este periodo de sedimentación continental se caracterizó por la deposición de evaporitas (por ejemplo, yesos) en lagos centrales que denotan el carácter endorreico que tuvo entonces la cuenca. Esta situación anómala de la cuenca duró hasta un momento aún indeterminado (entre hace 13 y hace 4 millones de años) en el que los lagos, que habían alcanzado una altitud de varios cientos de metros sobre el nivel del mar debido a la acumulación de los sedimentos, encontraron una salida de sus aguas a través de la cordillera Costero-Catalana y el gran lago comenzó a desaguarse en el mar Mediterráneo. Se observa así como el paso de los milenios y la erosión han diseñado la actual cuenca del Ebro. En el Plioceno la vegetación humedal salina empezó a retroceder, con lo que quedaron especies relictas, actualmente amenazadas por la agricultura.
Debido a la altitud de la cuenca y la corta distancia al mar, de unas pocas decenas de kilómetros, las aguas vertidas en época de lluvias produjeron en poco tiempo una incisión fluvial suficiente para bajar el nivel del sistema lacustre de la cuenca y permitir el paso a una etapa de incisión de los sedimentos en ella depositados. A partir de ese periodo se formó el Delta del Ebro, del cual la parte visible sobre el nivel del mar es mínima. El volumen actual de sedimentos terciarios en la Cuenca del Ebro es de unos 70.000 km³, mientras que antes de la incisión debió llegar a unos 120.000 km³. La diferencia entre ambas cantidades se encuentra actualmente en el Golfo de Valencia, Mediterráneo Occidental.
En formas del relieve como esta, un factor clave en su formación son las orogenias, en este caso la orogenia Alpina, del Paleógeno. Durante todo el Mesozoico la zona estuvo cubierta por el agua del mar. La orogenia alpina elevó el terreno desde los 200 metros de profundidad hasta los 800 metros actuales.
Estas cuencas sedimentarias se forman en escalas de tiempo de entre millones y cientos de millones de años. Debido al peso del orógeno sobre la litosfera terrestre, la región del antepaís se hunde isostáticamente y genera el espacio necesario (cuenca) para atrapar los sedimentos aportados principalmente por ríos desde el orógeno. Las rocas originarias del Carbonífero, datan aproximadamente de unos 300 millones años.
En principio, el fondo del mar era una llanura, pero las lluvias y la litología, rocas blandas, han sido los dos factores que han influido en esta forma de relieve.
El núcleo principal de esta unidad geográfica es el amplio valle formado por las terrazas del Ebro y de otros ríos afluentes. Son paisajes de extrema aridez, no solo por lo escaso de las precipitaciones, sino también por la influencia del viento y la litología del terreno. En Monegros, Bardenas o Calanda aparece el desierto.
El fondo del mar, convertido después en lago posiblemente salino, se fue transformando en una zona de marismas y pantanos a medida que se abrían nuevo cañones y barrancos que iban drenando cada vez más superficie del valle. Con esta desecación se producían cambios en la vegetación y en los ecosistemas hasta llegar al actual.
Al norte y al sur del valle del Ebro se levantan pequeñas plataformas como Alcubierre (822 m), La Muela (627 m) y Montes de Castejón (744 m). De estas "muelas" arrancan extensos piedemontes seccionados por una red de drenaje esporádica.  
Esa red unas veces forma valles en fondo plano, vales. Se caracterizan por ser valles pequeños de fondo plano y con colinas a los lados. No suelen tener ríos, aunque sí regueros o torrentes, es decir ríos temporales. 
Otras veces se forman valles fuertemente abarrancados que hacen aflorar terrenos yesíferos o salinos. 
Los ríos provenientes de los Pirineos (al norte) y del sistema Ibérico (al sur) habían excavado valles perpendiculares a las sierras. Fluyen en dirección este-oeste formando depresiones paralelas a la alineación principal de la cordillera. Estas depresiones intermedias, aunque no tienen continuidad entre sí, se asemejan a un gran valle de materiales blandos: flys Eoceno, margas, etc. que uniría por ejemplo, por el lado norte, Campo con la depresión de Jaca y el Canal de Berdún, si no estuviese cortado a mitad de camino por las sierras de San Juan de La Peña y de Oroel. 
Más al sur, dando ya paso al Somontano y mirando al valle, aparece el Prepirineo: pequeñas sierras formadas por calizas que fueron bajando desde las zonas más septentrionales del Pirineo por efecto de la orogénesis alpina. La sierra de Guara, con 2.077 m, destaca entre estas sierras cortadas por profundos cañones abiertos por los ríos que, caudalosos y rápidos, buscan el Ebro. 
Los bordes de la cuenca están formados por materiales detríticos procedentes de las sierras y su parte central por materiales yesíferos y evaporíticos producidos al desecarse el mar interior que hace millones de años era el valle. 
Contiene muchos elementos geológicos notables: las saladas de Alcañiz y de Sástago-Bujaraloz, las estepas de Belchite o las Bardenas, los paleocanales exhumados de Alcañiz o Caspe, las minas de sal de Remolinos o los Mallos de Riglos son algunos ejemplos a mencionar. 
La cuenca está constituida por varios acuíferos que se agrupan en su mayoría en corrientes de aguas subterráneas que desaguan hacia el Ebro. Se encuentran las mencionadas cuencas endorreicas de antiguos lagos residuales o lagunas endorreicas. 
Las rocas sedimentarias, se disponen en forma de capas llamadas estratos. Los estratos pueden presentarse horizontales o plegados. En la mayoría del valle son horizontales, esto nos indica que no han sufrido cambios en los últimos 20 millones de años. En el caso de que estuvieran plegados ya se podría hablar de tectónica. Son rocas sedimentarias porque se ven los estratos. Hay unas que resaltan más (areniscas) y otras menos (lutitas y pizarras). Las que más resaltan es porque son más duras. Las otras han sufrido un metamorfismo de bajo grado, hay arcillas que siguen siéndolo y otras que se han convertido en pizarra.
La zona estuvo anegada intermitentemente por el mar. En el Carbonífero hubo un valle ancho erosionado por un río. Las rocas originarias del Carbonífero, datan aproximadamente de unos 300 millones años.
Durante todo el Mesozoico la zona estuvo cubierta por el agua del mar. La orogenia alpina, que formó los Pirineos, elevó el terreno desde los 200 metros de profundidad hasta los 800 metros actuales.
Las dolomías, rocas sedimentarias formadas por precipitación marina, datan del Triásico Medio.
Durante el Triásico Inferior, las areniscas se depositaron en los deltas de los ríos. Posteriormente, un hundimiento formó un mar poco profundo, en el cual se depositaron las calizas.
En el Jurásico se formaron las calizas, rocas sedimentarias de precipitación química. Se denominan calizas masivas porque no se ven los estratos, ya que estos tienen unos 30 metros de espesor. Se formaron en la plataforma continental entre 0 y 200 metros de profundidad. Cuando se depositaron en el mar de la cuenca del Ebro, eran blandas y semejantes a los fangos. En el Cretácico, otras rocas se depositaron encima, se litificaron mediante un proceso físico, el de compactación. Por lo tanto, hay calizas del Jurásico y del Cretácico, formadas hace 180 millones de años.
En otro relieve se encuentran areniscas, conglomerados y lutitas del Oligoceno.
En el Mioceno se depositaron más rocas sedimentarias. Esto se deduce por la existencia de estratos, en concreto arcillas calcáreas con yeso, en cambio, los sedimentos (arena, arcilla y grava) son mucho más modernos, del Cuaternario.